# Epigraphus
Epigraphus is een geslacht van kevers uit de familie van de loopkevers (Carabidae). De wetenschappelijke naam van het geslacht is voor het eerst geldig gepubliceerd in 1869 door Chaudoir.

## Soorten
Het geslacht Epigraphus omvat de volgende soorten:
- Epigraphus adoxus Basilewsky, 1967
- Epigraphus amplicollis (Schaum, 1854)
- Epigraphus arcuatocollis (Murray, 1857)
- Epigraphus congonicus Basilewsky, 1967
- Epigraphus differens Basilewsky, 1967
- Epigraphus fuscicornis (Kolbe, 1883)
- Epigraphus insolitus Bates, 1886